# Gashau Ayale
Gashau Ayale (Goggiam, 22 agosto 1996) è un maratoneta israeliano di origine etiope.

## Biografia
Ayale è nato nel villaggio di Gojjam, in Etiopia, da Tabak (suo padre) e Tesfia (sua madre). All'età di due anni, si è trasferito nella città di Gondar.
A tredici anni, è emigrato in Israele, con i suoi genitori e ben cinque fratelli. Dapprima la famiglia si è stabilita a Safad, per poi spostarsi a Giaffa.

## Carriera
Ayale ha cominciato a correre a 18 anni, dopo essere stato interessato al calcio. Ha vinto la prima medaglia nel 2017, un argento nei 5000 metri delle Maccabiadi.
Ha vinto poi diverse medaglie in tornei locali israeliani, oltre a una medaglia di bronzo alla European Cup dei 10000 metri nel 2019 a Londra.
Nel maggio del 2022, a Londra, ha stabilito il record nazionale per i 10000 metri, diventando inoltre il primo israeliano a completare la specialità in meno di 28 secondi.
Il 15 agosto dello stesso anno ha vinto la medaglia di bronzo agli europei di atletica leggera a Monaco di Baviera, subito dopo il connazionale Maru Teferi.
Il 18 febbraio del 2024, Ayale ha vinto il bronzo nella maratona di Siviglia, superando un suo precedente record nazionale di 40 secondi.

## Palmarès
| Anno | Manifestazione    | Sede                | Evento         | Risultato | Prestazione | Note                          |
| ---- | ----------------- | ------------------- | -------------- | --------- | ----------- | ----------------------------- |
| 2024 | Europei           | Roma                | Mezza maratona | 7º        | 1h01'28"    | Miglior prestazione personale |
| 2024 | Europei           | Roma                | A squadre      | Argento   | 3h04'39"    |                               |
| 2024 | Giochi olimpici   | Parigi              | Maratona       | 31º       | 2h11'36"    |                               |
| 2025 | Europei su strada | Bruxelles e Lovanio | Maratona       | Argento   | 2h09'08"    |                               |
| 2025 | Europei su strada | Bruxelles e Lovanio | A squadre      | Oro       | 6h27'52"    |                               |

## Campionati nazionali

### 2017
- Argento alle Maccabiadi, 5000 m piani - 14'46"25

### 2018
- Bronzo nei 10 km a Hod HaSharon - 29'23"

### 2019
- Oro nei 10 km a Tiberiade - 29'37"
- Argento ai campionati israeliani, 1500 m piani - 3'48"81
- Bronzo ai campionati israeliani, 5000 m piani - 14'09"82

### 2020
- Oro nei 15 km a Tel Aviv - 44'36"

### 2022
- Argento nella mezza maratona a Tel Aviv - 1h03'25"
- Argento ai campionati israeliani, 10000 m piani - 28'03"20
- Argento nella mezza maratona a Tiberiade - 1h02'38"

### 2023
- Oro alla coppa israeliana, 5000 m piani - 13'47"78

## Altre competizioni internazionali
2019
- Bronzo alla 10000 m European Cup ( Londra) - 28'50"47

2022
- 10º alla 10000 m European Cup ( Pacé) - 28'05"37
- Bronzo nella maratona agli Europei di atletica leggera ( Monaco di Baviera) - 2h10'29"

2024
- Bronzo alla Maratona di Siviglia ( Siviglia) - 2h04'53"